# Comuna de Dobrzyca
Dobrzyca (polaco: Gmina Dobrzyca) é uma gminy (comuna) na Polónia, na voivodia de Grande Polónia e no condado de Pleszewski. A sede do condado é a cidade de Dobrzyca.
De acordo com os censos de 2007, a comuna tem 8 531 habitantes, com uma densidade 72,9 hab/km².

## Área
Estende-se por uma área de 117 km².